# Д’Эссайи, Жильбер
Жильбер Д’Эссайи (фр. Gilbert d'Aissailly; ? — 19 сентября 1183, Дьеп, Нормандия) — 5-й магистр Мальтийского ордена (1163—1170).

## Биография
Происхождение и дата рождения Ж. Д’Эссайи неизвестны, большинство рассматривает его, как французского дворянина из Лангедока. Впрочем, вероятно, он был подданным короля Англии. Его называют англо-нормандским рыцарем.
С 1146 года был одним из судебных приставов Сирии.
Известно, что когда его избрали магистром госпитальеров, он был уже в преклонном возрасте. Именно с ним Орден становится поистине военным, на что он указывает в письме, адресованном архиепископу Трани. Во время его правления милитаризация Ордена госпитальеров происходила так быстро, что в течение нескольких лет госпитальеры стали серьезно конкурировать с тамплиерами в области военной мощи.
Возможно Ж. Д’Эссайи участвовал в крестовых походах. Первое письменное упоминание о нём встречается в 1166 году, когда он получил по акту пожертвования в пользу Ордена госпитальеров в подарок для ордена земли от Раймунда V, графа Тулузы. Недатированный документ сообщает, что Патриарх Иерусалимский Амальрик Несль ищет помощи на Западе для Святой Земли и рекомендует прелатам и князьям приветствовать Великого Магистра Ж. Д’Эссайи.
Отправившись в Палестину, сумел получить земли для ордена в графстве Триполи и княжестве Антиохийском, в частности в 1168 году город-крепость Апамея, крепость Бельвуар, землю в Каукаб аль-Хава, к северу от Бейт-Шеан и другие, благодаря чему расширил свои укрепления.
Был одним из главных идеологов завоевания Египта. В 1168—1169 годах активно поддержал походы короля Иерусалимского королевства Амори I Иерусалимского против Египта. Заранее вызвав из Европы и мобилизовав почти всех местных, Ж. Д’Эссайи собрал для похода до 500 рыцарей и взял крепость Пелузий при впадении восточного рукава Нила в море. Однако, в результате крестоносцы потерпели поражение, что, между прочим, ослабило финансовое положение, так как орден взял большие займы для финансирования неудачной египетской кампании, и престиж ордена госпитальеров.
После разбирательства в причинах губительного для франков захвата Нур ад-Дином Египта, вину возложили на сенешаля Миля де Планси, который из-за жадности уговорил короля взять деньги, вместо того чтобы сражаться, и на магистра госпитальеров Жильбера Д’Эссайи, настоявшего на походе, во-первых, на дружественное государство, а во-вторых, не дожидаясь помощи императора.
После этого, из-за ранения, преклонного возраста или под давлением окружающих Ж. Д’Эссайи подал в отставку и оставил свой магистерский пост в 1170 году Гастону де Мюролю.
Через некоторое время Д’Эссайи был вынужден покинуть Святую Землю и вернуться в Европу. Затем Ж. Д’Эссайи отказался от религиозной жизни и вёл жизнь отшельника. Позже, он решил навестить короля Англии Генриха II Плантагенета. В 1183 году при попытке переправиться из порта Дьеп в Англию, утонул в Ла-Манше.